# Hino gay

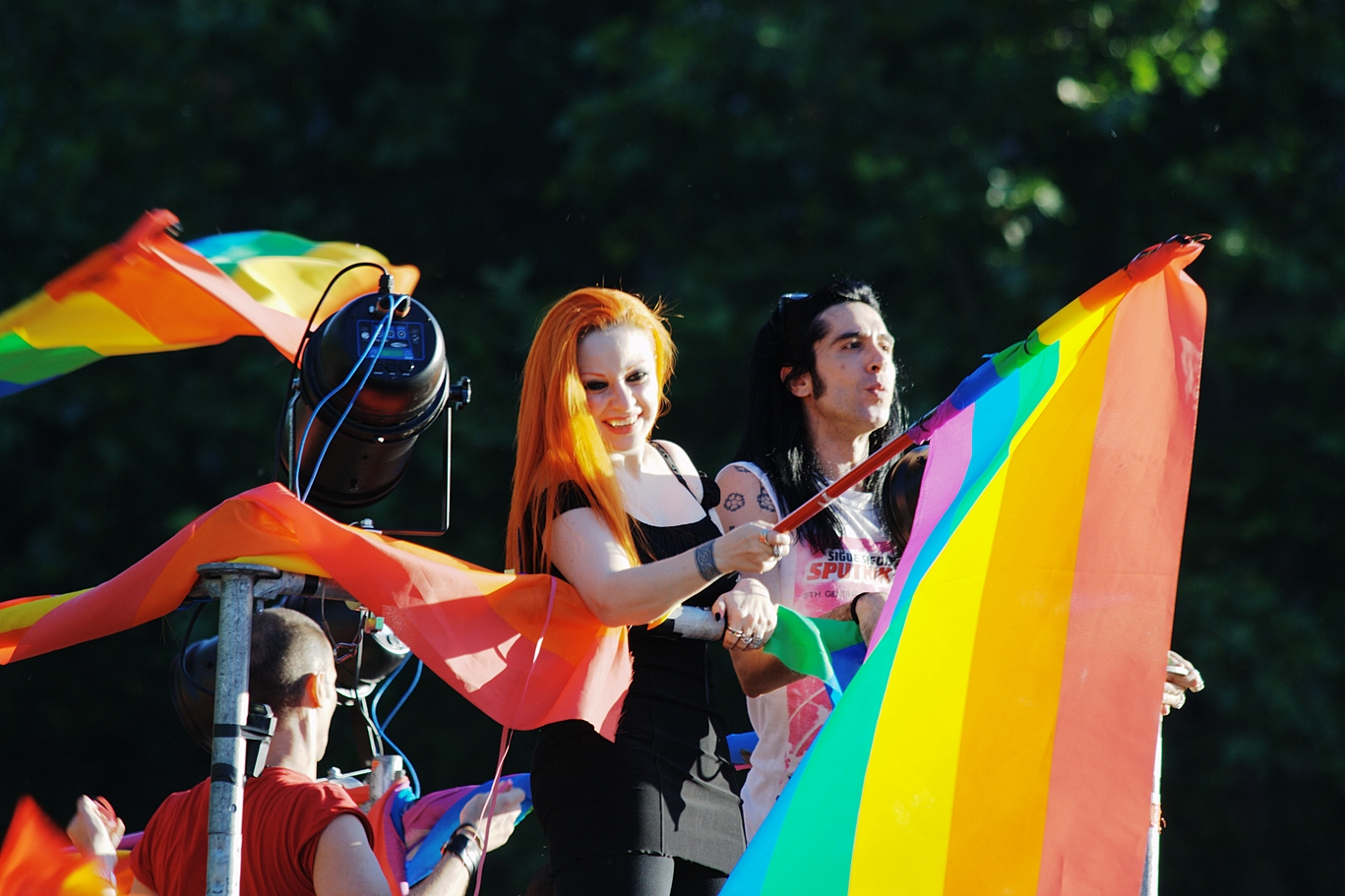
A canção "¿A quién le importa?" de Alaska y Dinarama publicada em 1986 é um dos principais hinos homossexuais em espanhol. Na fotografia Alaska e seu casal Mario Vaquerizo no desfile do orgulho LGBT de 2008 em Madri.

Um hino gay é uma canção popular entre a comunidade homossexual ou que se identificou com esse grupo, ainda que algumas destas canções também podem se converter em hinos para o resto da comunidade LGBT. Muitas canções conhecidas, como por exemplo "Raise Your Glass" de Pink, se converteram num "refúgio de apoio inequívoco dos direitos dos homossexuais".
A letra dos hinos homossexuais frequentemente trata de perseverança, da força interior, da aceitação, do orgulho e da unidade. Os editores do livro Queer (2002) identificaram dez elementos que descrevem temas comuns de muitos hinos gays.
Segundo a revista Popular Music, a canção mais frequentemente considerada um hino gay é "I Will Survive" de Glória Gaynor. A canção foi descrita como "um emblema clássico da cultura gay no período pós-Stonewall e da AIDS". A organização britânica pelos direitos LGBT Stonewall nomeou a canção "Beautiful" de Christina Aguilera como a canção da década de 2000 que mais fortalecia as pessoas LGBT, e Elton John previu que substituiria «I Will Survive» como principal hino gay.  "Vogue" de Madonna ,"I'm Coming Out" de Diana Ross, "Dancing Queen" de ABBA, "Born This Way" de Lady Gaga, "Y.M.C.A" de Village People e "Girls & Boys" de Blur também são canções amplamente consideradas como hinos dos homossexuais, ainda que nem todas elas foram escritas com esse objetivo. Entre a comunidade LGBT hispânica, canções como "¿A quién le importa?" de Alaska y Dinarama e "Todos me miran" de Gloria Trevi também foram identificadas como hinos gay.